# Duewag/Waggon Union GT6-80C
GT6-80C – oznaczenie niemieckiego wagonu tramwajowego, produkowanego przez firmę Waggon Union z Berlina oraz przez DUEWAG dla przedsiębiorstwa Verkehrsbetriebe Karlsruhe i Albtal-Verkehrs-Gesellschaft. Pierwsze 20 tramwajów powstało w latach 1983–1984 w zakładach Waggon Union, 20 następnych w 1987 w DUEWAGu. W 1989 w DUEWAGu zmontowano jeszcze 5 wagonów.

## Konstrukcja
Konstrukcja GT6-80C wywodzi się od tramwajów serii Duewag B. Dwuczłonowy wagon jest dostosowany do obsługi wysokich peronów. Pudło opiera się na wózkach Jakobsa. Wagony te mają 2,65 m szerokości, co czyniło GT6-80C tramwajem o 25 centymetrów dłuższym od dotychczas eksploatowanych w Karlsruhe. Wymagało to dostosowania infrastruktury.
W przeciwieństwie do lekkiego pojazdu szynowego typu Duewag B, tramwaj został zaprojektowany jako jednokierunkowy i ma drzwi tylko po jednej stronie. Wewnątrz znajduje się tylko jedna kabina motorniczego, z tyłu umieszczono jedynie niewielki pulpit manewrowy. 
Osprzęt elektryczny przeznaczony jest do sieci trakcyjnej o napięciu 750 V. Wagony tego typu wyposażone są w automatyczne sprzęgi Scharfenberga, co umożliwia łączenie ich w składy. Również dzięki temu istnieje możliwość połączenia tramwaju typu GT6-80C z innymi typami, takimi jak np. Duewag GT8-80C.
Tramwaje tego typu są dostosowane do eksploatacji jako szybki tramwaj, jednym z przystosowań jest rozwijanie wysokiej prędkości (do 80km/h) oraz zastosowanie specjalnej podłogi bez schodków, umożliwiającej wejście do wagonu z poziomu wysokiego peronu.
W niemieckim systemie oznaczania klas wagonów GT6-80C jest oznaczony jako wagon 2. klasy. Rozwinięciem konstrukcyjnym tego tramwaju jest typ Duewag GT8-80C.